# 孟加拉国地理
孟加拉人民共和国位于南亚东部，东南部与缅甸接壤，东、西、北三面与印度毗连，南临孟加拉湾。面积147,570平方公里。全国80%以上的领土属于恒河和布拉马普特拉河下游冲积而成的三角洲地区，属于肥沃、平坦的冲积平原。全国大部分地势低洼，河流湖泊密布。世界上河流最稠密的国家之一。东南部和东北部为丘陵地带。东南部为吉大港丘陵，平均海拔300～600米。孟加拉国最高点毛多克穆阿尔山就位于这一地区。
海岸线长550公里，海岸多小岛和沙洲。大小河流230多條。
孟加拉国大部分地区属亚热带季风型气候，湿热多雨，為世界上降雨量最多、河流最多的國家之一。年平均气温为26.5℃。孟加拉国是世界上最容易受到气候变化影响的国家之一，常年受到旱灾、热带气旋和洪水等多种气候灾害影响。當雨季來臨，恆河與布拉馬普特拉河排水不易，每年都會有巨大的洪災。